# Undercut (kiểu tóc)

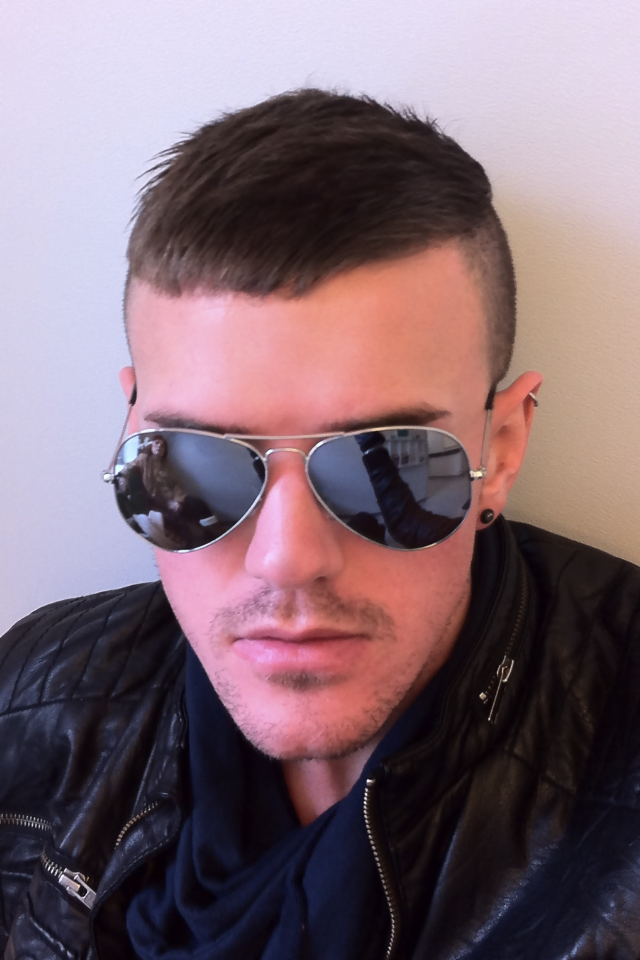
một kiểu tóc undercut đặc trưng

Undercut là một kiểu tóc cắt gọn gàng cho nam giới. 'Undercut' là một từ trong tiếng Anh, đặc trưng cho tên gọi bởi phần lưng và hai bên da đầu được cạo sát với phần trên tóc để dài hơn. Xuất phát từ những năm 1910 đến những năm 1940 ở nước Anh, và kiểu tóc được nhìn thấy một sự hồi sinh tăng trưởng ổn định trong những năm 1980 trước khi hoàn toàn trở thành  phong cách thời thượng ngày nay.

## Nguồn gốc

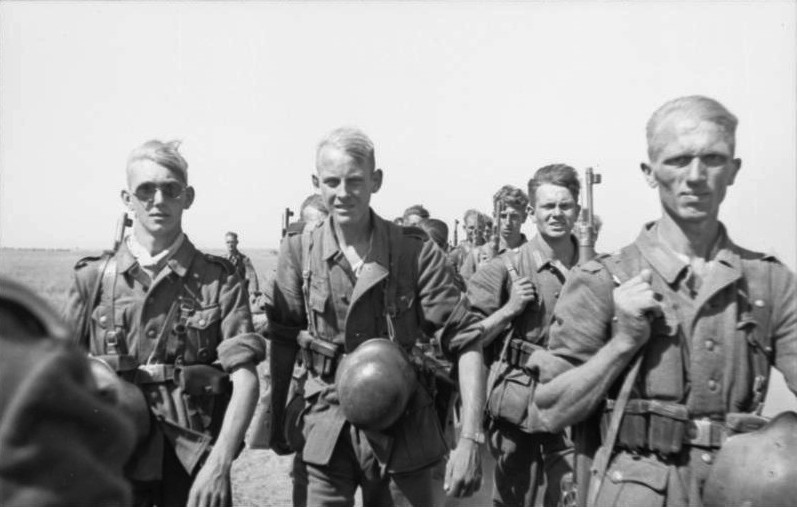
Những người lính Wehrmacht với tóc undercut năm 1942

## Sự hồi sinh

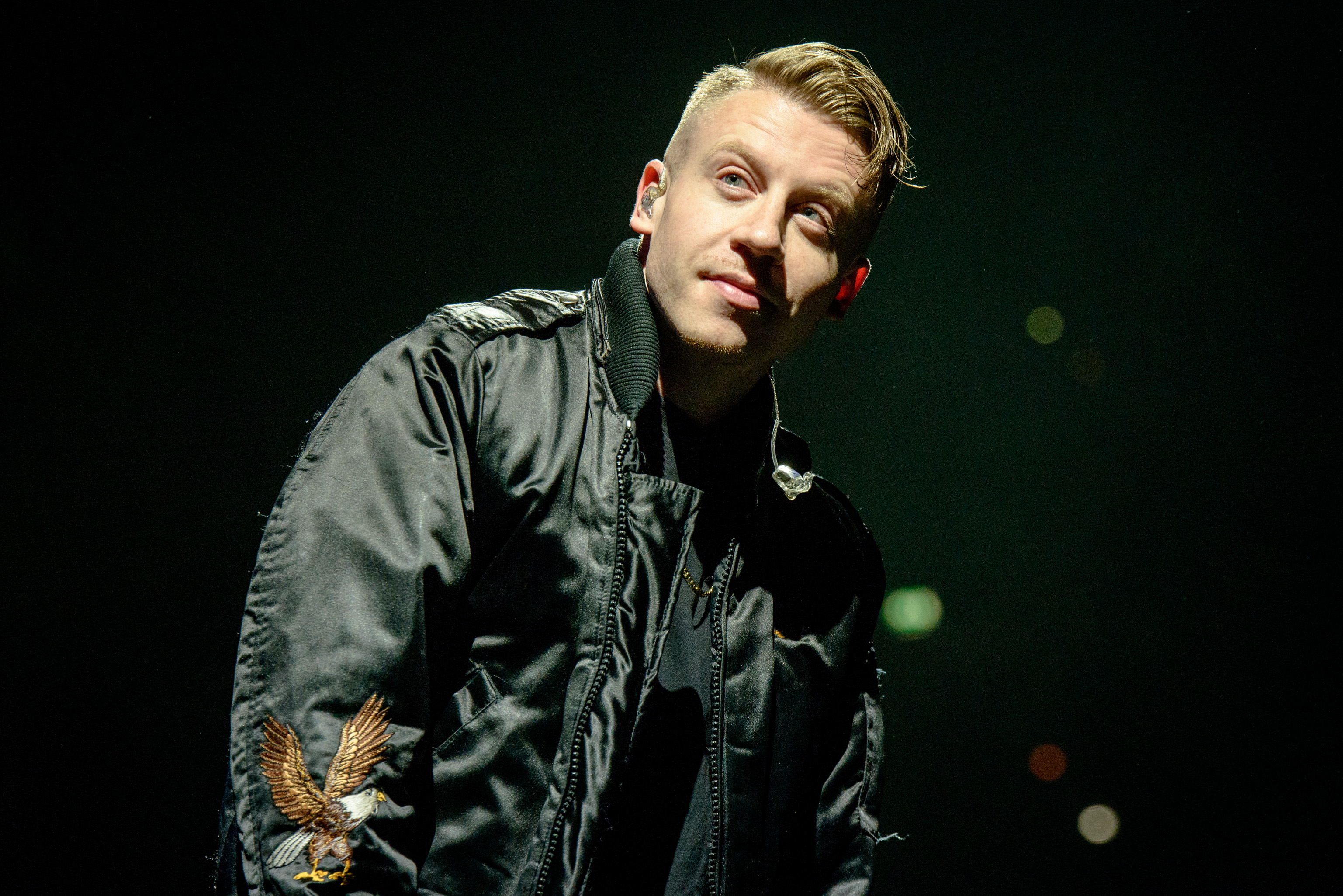
Macklemore with an undercut in 2016

## Một vài hình ảnh

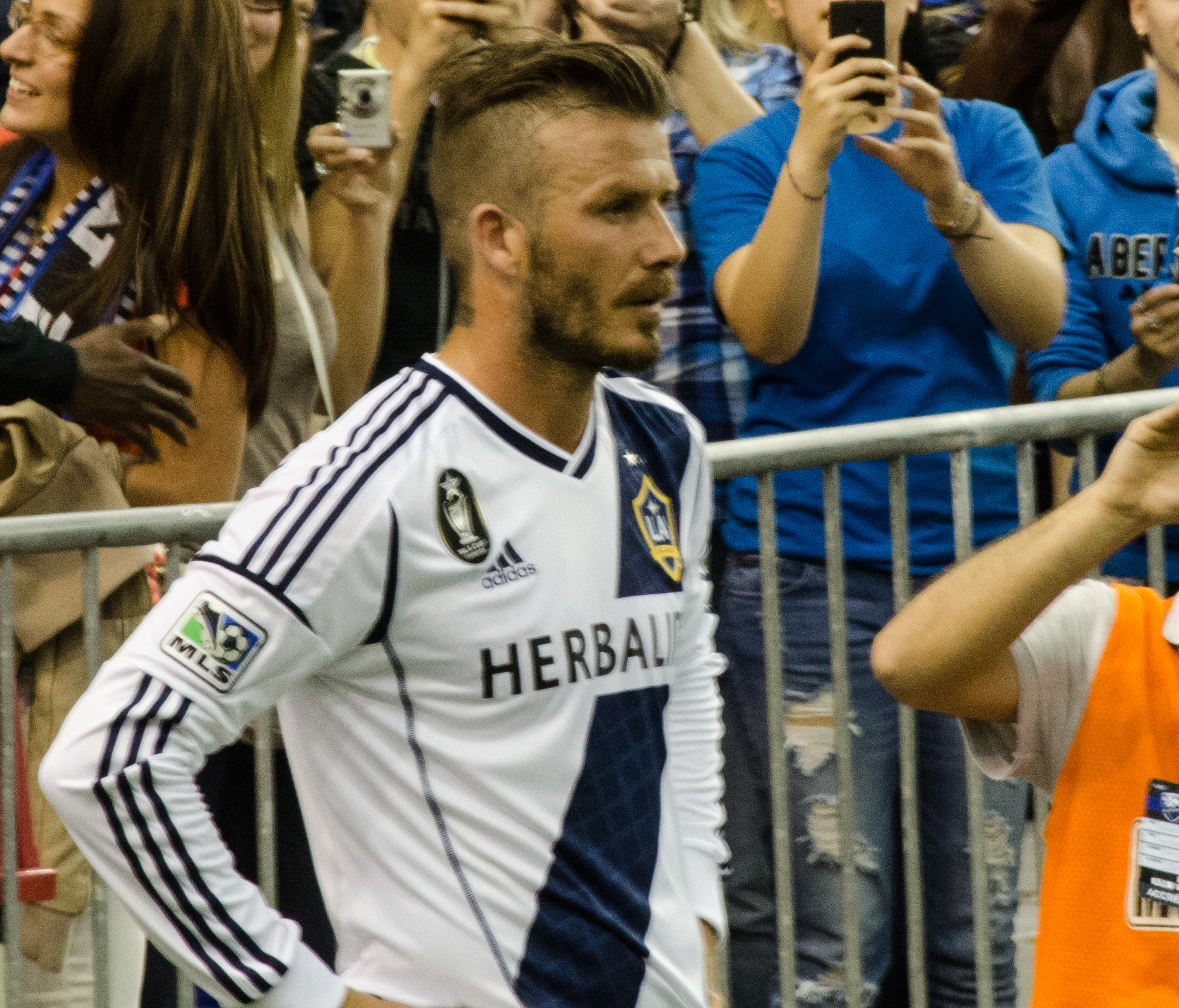
David Beckham với một bên điển hình phong cách undercut
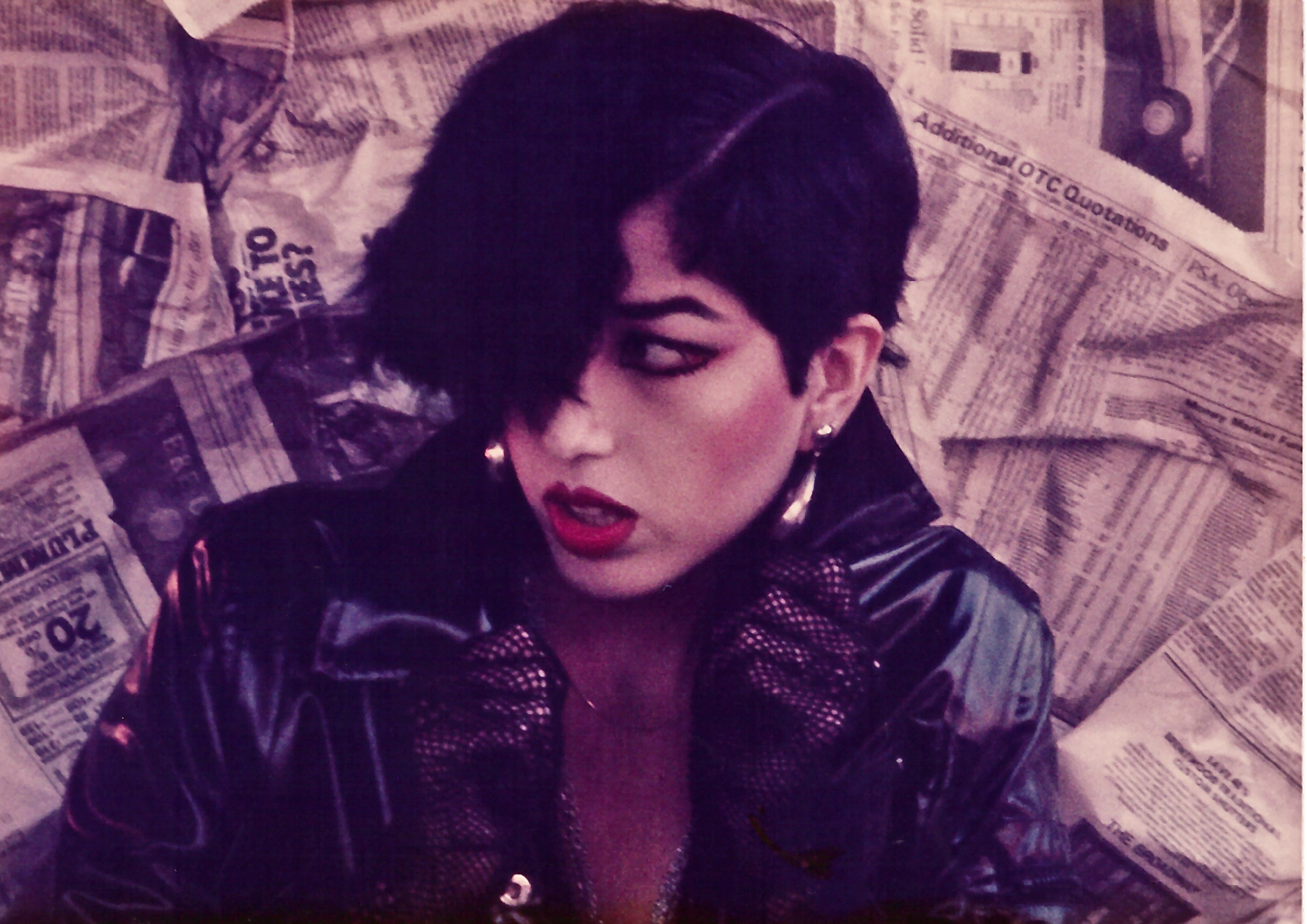
Alice Bag trong năm 1980
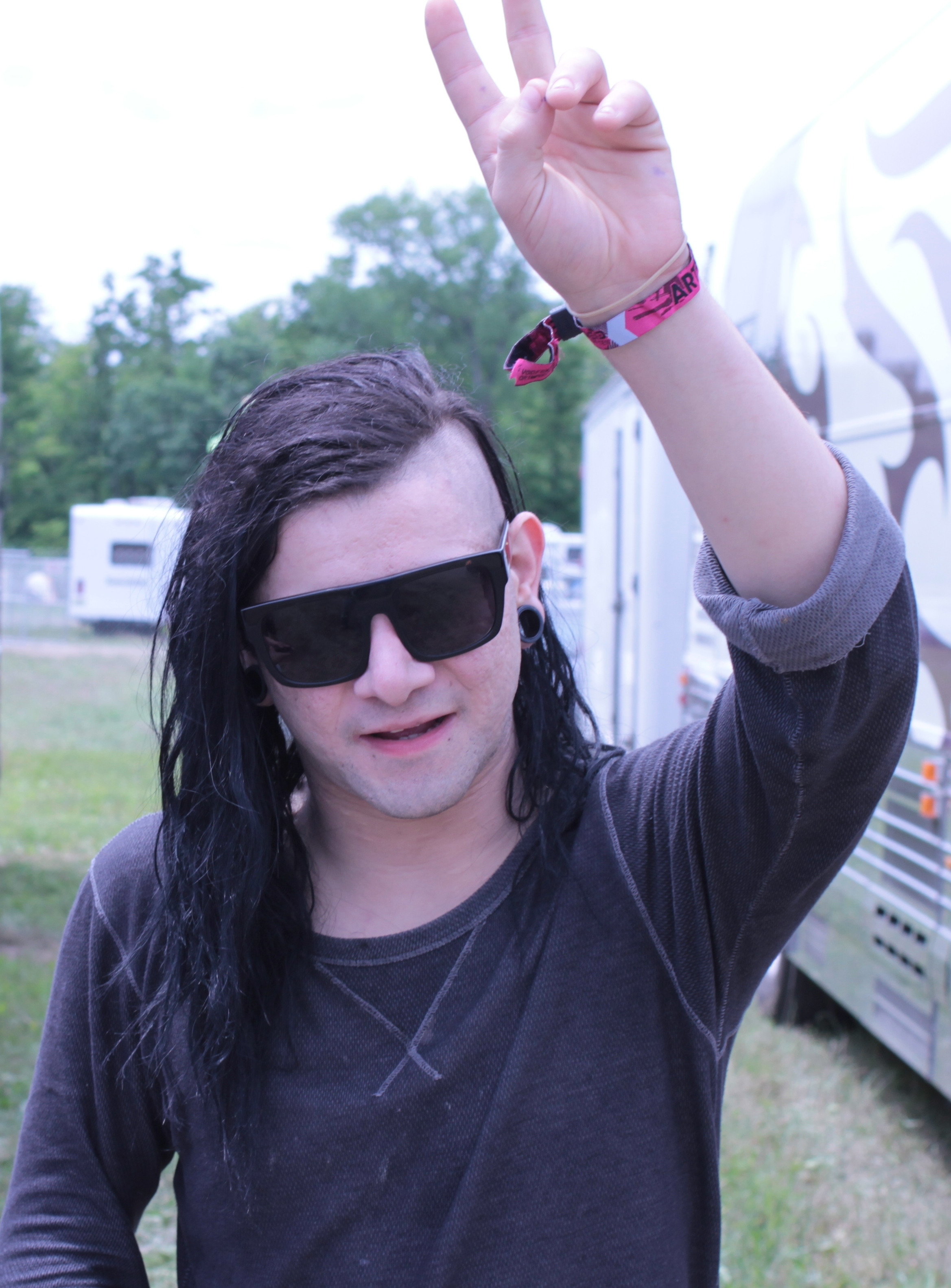
Skrillex với phong cách tóc undercut bất đối xứng
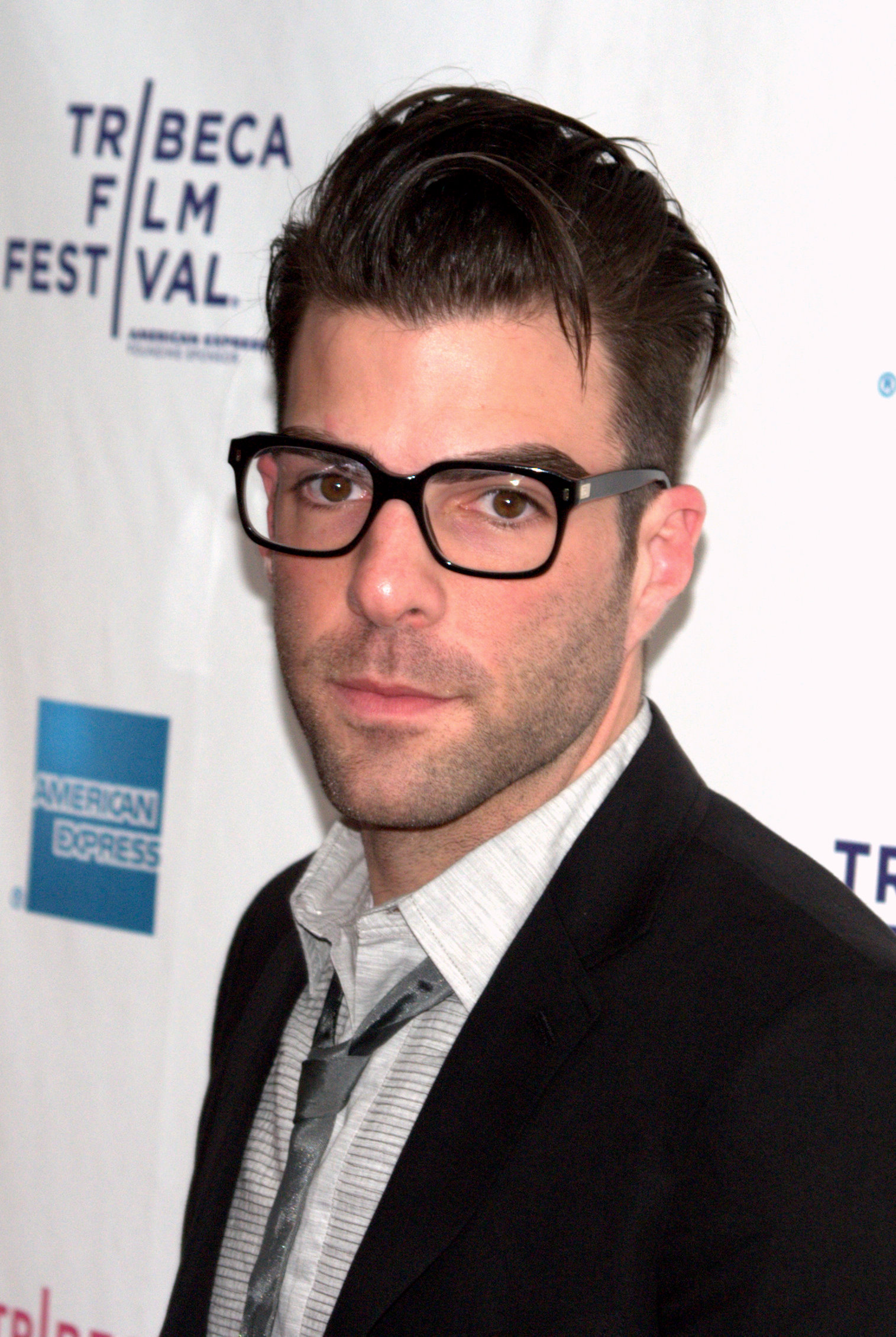
Zachary Quinto với kiểu undercut năm 2009
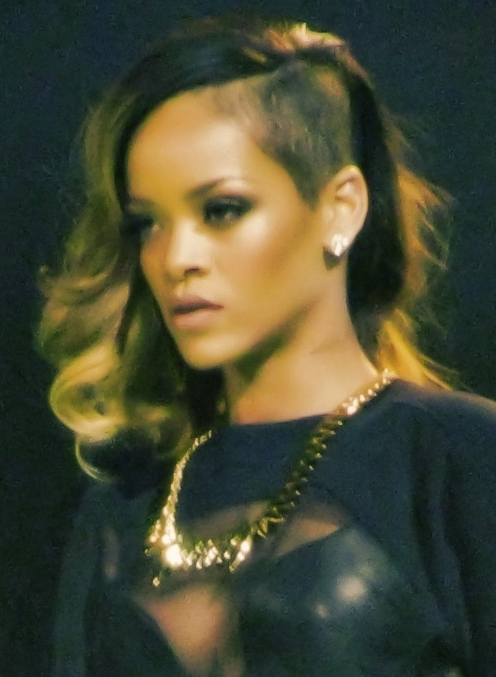
Rihanna với kiểu undercut năm 2013